# Cesare Facciani
Cesare Facciani, född 5 februari 1906 i Turin, död 29 augusti 1938 i Turin, var en italiensk tävlingscyklist.
Facciani blev olympisk guldmedaljör i lagförföljelse vid sommarspelen 1928 i Amsterdam.